# Infrastructure essentielle
 (janvier 2019).
Si vous disposez d'ouvrages ou d'articles de référence ou si vous connaissez des sites web de qualité traitant du thème abordé ici, merci de compléter l'article en donnant les références utiles à sa vérifiabilité et en les liant à la section « Notes et références ».
Une ressource ou infrastructure essentielle (en anglais : essential facilty) est une  ressource physique ou numérique (digitale) ou encore une infrastructure de mise à disposition (distribution) physique ou numérique.
La mise en concurrence instituée au début du XXe siècle dans les économies capitalistes doit être faite pour l'attribution d'un marché public. C'est dans le droit usuel (monopole) mondialisé une garantie des abus de position dominante (concurrence économique).

## Concept
Le concept d'« infrastructure essentielle » est issu du droit de la concurrence des États-Unis. La doctrine jurisprudentielle américaine a institué ce concept pour constitutionnaliser le fait qu'une entreprise qui dispose d'une infrastructure essentielle au bon fonctionnement du pays doit être obligée de partager l'accès à cette infrastructure. En appliquant cette doctrine, le juge de la concurrence peut obliger l'opérateur qui dispose de cette installation (qu'elle soit physique ou immatérielle) de rendre son accès possible aux concurrents afin de stimuler le marché et obtenir un prix d'usage « vrai ».
La théorie des « facilités essentielles » est caractérisée par la définition de deux flux distincts. Le « marché » amont est celui de la mise à disposition qui est l’infrastructure, pour un bien matériel ou immatériel. Il est généralement en monopole pour des raisons historiques d'apport de fonds amortissables dans la durée concernant une zone géographique de plus en plus étendue (monopole dit « naturel » partant du schéma du circuit court aboutissant au circuit long lors de la 2e révolution industrielle).  Le « marché (économie) » en aval est celui du bien ou service final qui seul intéresse le consommateur qui procède à sa « destruction ». Son accès se fait par un dispositif de distribution. L’objectif de la théorie des facilités essentielles est de limiter au maximum les effets négatifs du monopole, et donc de le limiter au marché en amont où il est inévitable. Pour empêcher le détenteur de la facilité essentielle de se servir de son monopole sur le marché en aval, le droit de la concurrence lui impose de donner l’accès à son infrastructure. L'abus peut prendre différentes formes. Il s'agit de toutes les pratiques d'exploitation d'une facilité essentielle emportant la possibilité d’éliminer les concurrents, de faire échouer une concurrence efficace. Deux pratiques sont plus généralement détectées : le refus d'accès et le traitement discriminatoire.
Une infrastructure essentielle donne à son opérateur une position dominante. Mais ce n'est que l'abus de cette situation qui est sanctionné, au même titre que l'abus de position dominante.

## Critères

### Par droit

#### Jurisprudence américaine
Quatre critères ont été dégagés par la jurisprudence américaine pour définir une qualité essentielle à une infrastructure. Ils sont les suivants :
1. La plateforme essentielle est contrôlée par une entreprise fortement dominante, ou monopolistique ;
2. Les compétiteurs ne peuvent raisonnablement créer une alternative à la plateforme ;
3. Le propriétaire de la plateforme refuse à ses concurrents l'accès à la plateforme ;
4. Le propriétaire de la plateforme peut raisonnablement garantir un accès à ses concurrents.

#### Droit européen et jurisprudence
La jurisprudence constitutionnelle fédérative de la Cour de justice de l'Union européenne a dégagé comme principe qu'il existe une présomption de « ressource essentielle » dans le cas d'une entreprise bénéficiant d'un monopole naturel. La jurisprudence communautaire a dégagé sa propre définition, convergente sur le fond avec celle des États-Unis : les infrastructures, produits ou services sont essentiels lorsqu'ils « ne sont pas interchangeables et que, en raison de leurs caractéristiques particulières, et notamment du coût prohibitif de leur reproduction et/ou du temps raisonnable requis à cette fin, il n'existe pas d'alternatives viables pour les concurrents potentiels [du titulaire des infrastructures], qui se trouveraient, de ce fait, exclus du marché »,
Mais la justice européenne fondée sur le droit romain constate que la Cour Suprême américaine fait un passe droit systématique jurisprudentiel dans le cas des marchés extérieurs aux E-U augmentant son PIB. Et ainsi par exemple la cour européenne a obligé procéduralement la vente sur son territoire de toutes les alimentations des objets mobiles électriques (produits localement et aussi à l'étranger) à respecter une dimension physique unique (à avoir une connectivité USB).

#### Jurisprudence française
Dans le cadre d'un arrêt pris en 1997, la Cour d'appel de Paris a dégagé sa propre définition de l'infrastructure essentielle à propos d'un héliport. Elle définit ainsi les infrastructures essentielles : « Les ressources essentielles désignent des installations ou des équipements indispensables pour assurer la liaison avec les clients et/ou permettre à des concurrents d'exercer leurs activités et qu'il serait impossible de reproduire par des moyens raisonnables ». Mais la théorie a surtout trouvé à s'appliquer en matière d'économies de réseaux telles que les réseaux ferrés ou de transport d'électricité à infrastructures accessibles en Europe depuis l'institution du marché commun européen réalisé en 1957 et dans les cas de monopoles naturels.
(Cette définition a été d'une manière similaire utilisée en droit communautaire pour l'accès aux installations du port de Gênes (CJCE Diego Cali, 1997).

### Quatre critères

#### Indispensabilité
Pour qu'une installation ou une ressource soit qualifiée « d'essentielle », il est nécessaire que cette installation ou ressource soit indispensable pour la commercialisation du produit ou du service. Le refus par une entreprise dominante de donner accès à une ressource, infrastructure, moyen ou installation, ou de vendre ou acheter un produit ou service à un tiers qui le demande, peut constituer un abus de position dominante. Il doit apparaître clairement que l'entreprise concernée a l'obligation de mettre à la disposition de ses clients.
Si l'infrastructure à laquelle l'accès est demandé est un point de vente, elle n'est pas considérée comme essentielle s'il existe suffisamment de points de vente concurrents contrôlés par d'autres opérateurs.
L'entreprise publique ou privée dispose d'un monopole sur une infrastructure quelconque et au même moment exploite un service à partir de cette infrastructure, comme en matière de télécommunications, de transports, de l'énergie, de ventes, de prestations de services…
Ce monopole peut engendrer un abus si l'entreprise refuse l'accès aux infrastructures par un refus injustifié, un prix non proportionné, abusif, non transparent ou encore discriminatoire.
Ces infrastructures sont des installations ou des équipements indispensables, nécessaires, pour assurer la liaison avec des clients et/ou permettre à des concurrents d'exercer leurs activités et qu'il serait impossible de reproduire par des moyens raisonnables.
Il en ressort que les facilités essentielles sont considérées comme des infrastructures « non substituables », pour des raisons financières ou matérielles. Il n'est pas important que les deux opérateurs soient concurrents ou non.
L'entreprise concernée se retrouve dans une situation de position dominante sur un marché. Il est question ici d'identifier clairement le marché, et la position dominante qu'exerce l'entreprise sur ce marché.
L'abus est caractérisé dans plusieurs cas. Si l'entreprise contrôlant l'infrastructure essentielle inflige un refus d'accès à l'infrastructure sans raison valable, et que ce refus rend l'activité des concurrents impossible (il éteint la concurrence), alors il s'agit d'un abus de position dominante. Aussi, des conditions d'accès à des tarifs discriminatoires révèlent également un abus qui peut constituer à proposer des tarifs non-justifiés, notamment lorsqu'ils diffèrent des charges que le titulaire de ses facilités supporte.

#### Impossibilité de création d'une alternative
Un des critères retenus par la jurisprudence américaine est la difficulté ou l'impossibilité pour les concurrents de créer une plateforme. Une infrastructure essentielle se caractérise ainsi souvent par des coûts de fabrication, d'installation et/ou de maintenance très élevés. La plateforme essentielle est si difficile ou coûteuse à émuler que la clientèle est menée à utiliser la plateforme essentielle sans autre choix.

## Affaires

### Affaire de l'héliport de Narbonne
La Société Héli-inter Assistance s'était vue confier une occupation temporaire du domaine public de l'hélistation de Narbonne, lui conférant dès lors une position dominante. Le centre hospitalier de cette ville lança un appel d'offres pour la fourniture de transports sanitaires héliportés. La société Héli-Inter Assistance y participa mais ne fut pas retenue par l'adjudicateur qui octroya le marché à la SA Jet Systems. Devant stationner son hélicoptère sur l’hélistation de Narbonne, la SA Jet Systems demanda à Héli-Inter Assistance de lui signifier les tarifs et conditions de ses services. Or, le Conseil de la concurrence relève que « les meilleures conditions », comme le spécifiait Héli-Inter Assistance, étaient en fait injustifiées. Énonçant que « constituerait une pratique ayant pour objet ou pouvant avoir pour effet de fausser le jeu de la concurrence et prohibée par les dispositions de l'article 8 de l'ordonnance du 1er décembre 1986 le fait, pour l'exploitant d'une structure essentielle, de refuser de façon injustifiée l'accès de cette dernière à ses concurrents ou de ne leur permettre cet accès qu'à un prix abusif, non-proportionné à la nature et l'importance des services demandés, non-orientés vers les coûts de ces services et non-transparent, leur interdisant ainsi de faire des offres ou de réaliser des marchés dans des conditions compétitives avec les siennes; que, de même,constituerait une pratique anticoncurrentielle le fait pour l'opérateur d'une structure essentielle de mettre en œuvre une discrimination de prix visant à s'imputer des charges d'accès à la structure qu'il gère moindres que celles qu'il tarifie à ses concurrents », le Conseil considéra que la société Héli-Inter Assistance avait enfreint les dispositions de l'article L. 420-2 (ancien article 8 de l'Ordonnance).
Cette décision de la cour de la cour d'appel de Paris est la première dans laquelle les autorités françaises ont explicitement et longuement évoqué la notion d'infrastructures essentielles dans un contentieux :

« Lorsque l'exploitant monopolistique d'une infrastructure essentielle est en même temps le concurrent potentiel d'une entreprise offrant un service exigeant le recours à cette facilité, cet exploitant peut restreindre ou fausser le jeu de la concurrence sur le marché aval du service concerné en abusant de sa position dominante ou de la situation de dépendance dans laquelle se trouvent ses concurrents à son égard en établissant un prix d'accès injustifié à cette facilité. »

La commission européenne expose dans son rapport de 1993 : « même si l'accès aux infrastructures est libéralisé en droit, les entreprises dotées préalablement de droits exclusifs ou spéciaux resteront incontestablement de fait en position de force sur ces marchés, au moins pendant une certaine période. Il faut dès lors éviter qu'elles se servent de cette position pour limiter la concurrence soit sur ce marché soit sur un autre. Pour répondre à ce premier souci, il est certain que, dans le cas où l'accès aux structures est libéralisé, la Commission devra veiller attentivement à ce que l'accès des tiers à ces infrastructures existantes ne donne lieu à aucune limitation non justifiée. L’établissement de la concurrence exige que des tiers puissent bénéficier de ces infrastructures dans des conditions non-discriminatoires ».

### Affaire France Télécom
Le Conseil de la concurrence a condamné la compagnie France Télécom, le 7 novembre 2005, pour abus de position dominante. Le motif était que l'entreprise avait refusé aux autres opérateurs téléphoniques concurrents l'accès à son réseau téléphonique national. Une fois l'accès accordé, elle n'avait ouvert le réseau que dans des conditions restrictives et injustifiées. Considérant que cette stratégie avait abouti à la fermeture du marché de l'accès à internet par ADSL, le Conseil a décidé d'une amende de 80 millions d'euros pour l'entreprise, s'ajoutant à l'amende de 40 millions d'euros à laquelle l'entreprise avait déjà été condamnée en 2004 dans la même affaire.
Pour rendre son jugement, le Conseil de la concurrence a défini le réseau téléphonique national comme une infrastructure essentielle. L'ampleur des investissements qui serait nécessaire pour le dupliquer lui donne son caractère essentiel. Il souligne ainsi qu'un accès aux infrastructures essentielles soumis à des conditions restrictives injustifiées équivaut à un refus et constitue de ce fait un abus de position dominante.
Contrairement à ce que pouvaient laisser penser et entendre certaines décisions de la jurisprudence (notamment l'arrêt de la Cour de Justice des Communautés Européennes rendu en 1998 dans l'affaire Bronner), la théorie des infrastructures essentielles reste parfois la seule voie pour préserver efficacement la concurrence entre les entreprises sur le marché.